# Вачнадзіані
Вазісубані (груз. ვაჩნაძიანი) — село в Грузії.
За даними перепису населення 2014 року в селі проживає 1529 осіб.